# Parafia Matki Bożej Nieustającej Pomocy w Końskich
Parafia Matki Bożej Nieustającej Pomocy w Końskich – rzymskokatolicka parafia w Końskich, należąca do dekanatu koneckiego w diecezji radomskiej.
Przy parafii działa Konecka Grupa Młodych Kuźnia.

## Historia
Parafia erygowana 1 grudnia 1989 przez Ordynariusza Diecezji Radomskiej, ks. bp. Edwarda Materskiego z wydzielonego terenu parafii św. Mikołaja. Tymczasową kaplicę zbudowano w 1994 staraniem ks. Tomasza Janickiego. Poświęcił ją bp. Edward Materski 4 września 1994. 

## Kościół
Kościół parafialny według projektu architekta Stanisława Fijałkowskiego z Warszawy i konstruktora Zbigniewa Glejcha z Kielc jest w budowie od 2003.

## Proboszczowie
- 1989–1994 – ks. Jan Rudniewski
- 1994 – nadal – ks. Tomasz Janicki

## Terytorium
- Do parafii należą: Niebo, Piekło, Stadnicka Wola (nr 1, 60), Końskie: ul. - Akacjowa, Grzybowa, Jagodowa, Jarzębinowa, Jodłowa, Jesionowa, Kalinowa, Kielecka (od nr 6), Klonowa, Kwiatowa, Leśna, Malinowa, Olimpijska, Piłkarska, Południowa (od nr 48), Robotnicza (od nr 18), Różana, Sosnowa, Sowia, Startowa, Wilcza, Wioślarska, Wiśniowa, Wrzosowa, Żużlowa[2].